# TERF
TERF (spotykana również pisownia terf) – skrótowiec anglojęzycznego zwrotu trans-exclusionary radical feminism/feminist (radykalny/a feminizm/feministka wykluczający/a osoby trans). Ukuty w 2008 r., termin ten był pierwotnie stosowany do opisania radykalnych feministek opowiadających się za poglądami uznawanymi przez aktywistów trans za transfobiczne, takich jak odrzucenie twierdzenia, że kobiety transpłciowe są kobietami, wykluczenie transkobiet z przestrzeni tylko dla kobiet oraz sprzeciw wobec ustawodawstwa na rzecz praw osób transpłciowych. Od tego czasu znaczenie poszerzyło się, odnosząc się szerzej do osób krytykujących aktywizm na rzecz osób transpłciowych, które mogą nie mieć żadnego związku z radykalnym feminizmem.
Osoby określane jako TERF-y zazwyczaj uznają ten termin za obelgę; niektóre używają zwrotu krytyczne wobec stereotypów płciowych (gender critical).

## Historia i użycie

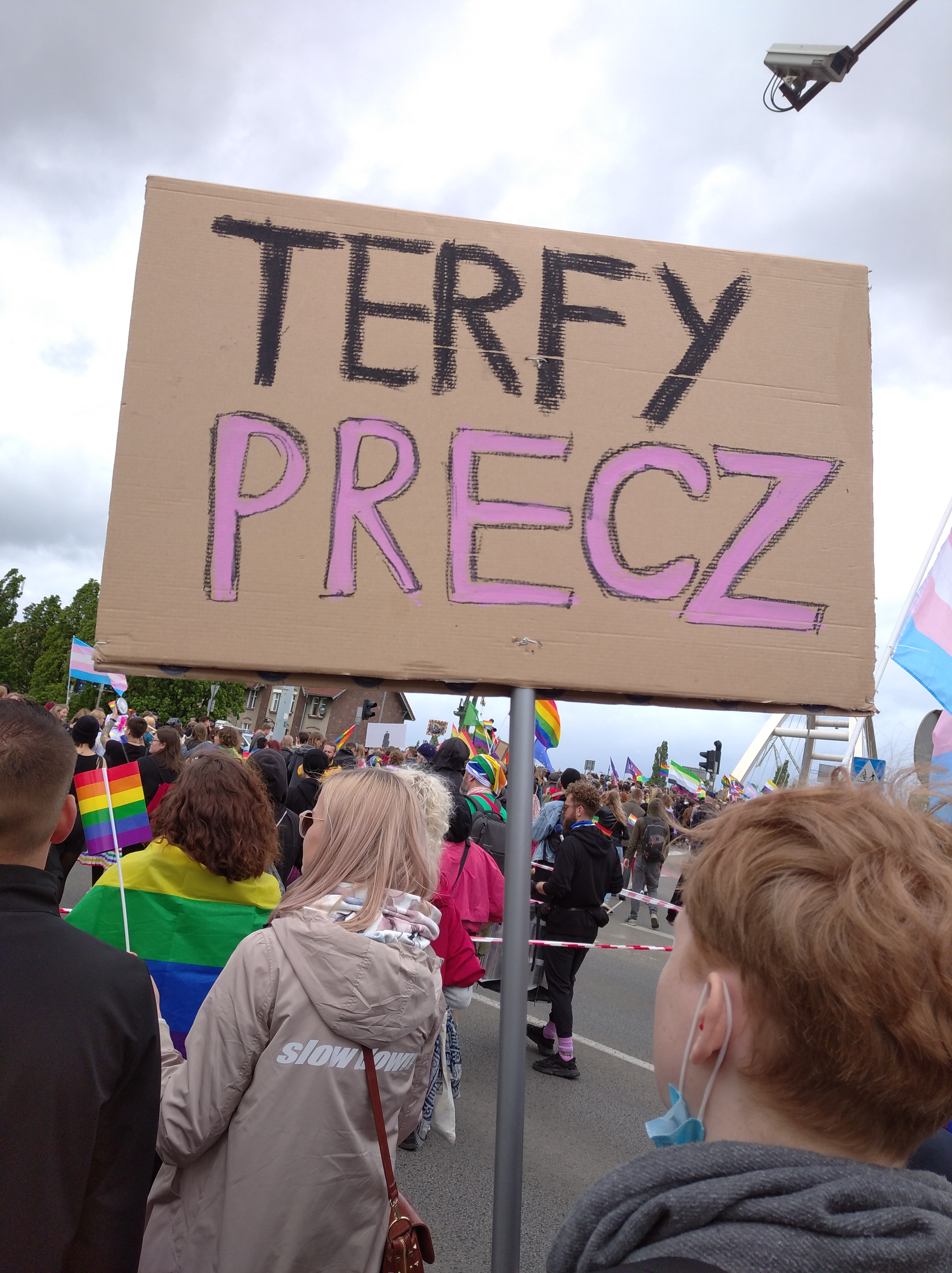
AntyTERF-owe hasło niesione w trakcie marszu równości w Gdańsku (2022).

Trans-inkluzywna radykalna feministka Viv Smythe jest uważana za popularyzatorkę/autorkę terminu. Został użyty po raz pierwszy w 2008 do opisania mniejszości feministek, które opowiadają się za poglądami, które inne feministki uważają za transfobiczne, w tym za odrzuceniem dominującego w organizacjach feministycznych poglądu, że kobiety transpłciowe to kobiety, sprzeciwem wobec praw osób transpłciowych i wykluczeniem transkobiet z przestrzeni i organizacji dla kobiet.
Smythe użyła skrótowca w artykule na swoim blogu, który napisała w odpowiedzi na politykę odmawiania wstępu transkobietom na Michigan Womyn’s Music Festival. Napisała, że odrzuca zrównanie wszystkich radykalnych feministek z „trans-wykluczającymi radykalnymi feministkami (TERF)”. W wywiadzie dla „The TransAdvocate” z 2014 roku Smythe powiedziała, że skrótowiec ten miał być celowo neutralnym technicznym opisem grupy aktywistów mającym na celu odróżnienie osób określanych jako TERF-y od reszty radykalnych feministek nastawionych neutralnie lub pozytywnie do osób transpłciowych.
Podczas gdy Smythe początkowo używała TERF w odniesieniu do szczególnego typu feministek, które scharakteryzowała jako „niechętne do uznawania transkobiet za siostry”, zauważyła, że termin ten nabrał dodatkowych konotacji i był czasami używany jako polityczna broń przez grupy i włączające i wykluczające. Skrótowiec stał się od tego czasu stałą częścią współczesnego dyskursu feministycznego.
Pisząc dla „The New York Times” w 2019 roku, teoretyczka feminizmu Sophie Lewis zauważyła, że termin TERF stał się „hasłem grupującym wszystkie feministki anty-transpłciowe, niezależnie od tego, czy są radykalne”. Edie Miller, pisząc dla „The Outline”, stwierdziła, że termin ten był stosowany do „większości ludzi opowiadających się za polityką trans-wykluczającą, która kieruje się pewną TERF logiką, niezależnie od ich zaangażowania w radykalny feminizm”.
Skrótowiec TERF (i jego pochodna terfizm, określająca takie poglądy) zaczął pojawiać się coraz częściej w polskojęzycznym dyskursie feministycznym w 2020 i 2021, przede wszystkim w kontekście oskarżeń o transfobię wobec mediów i postaci głównonurtowego feminizmu: Gazety Wyborczej i Wysokich Obcasów oraz Kai Szulczewskiej, Urszuli Kuczyńskiej, Magdaleny Grzyb, Izabeli Palińskiej i Katarzyny Szumlewicz.

## Sprzeciw wobec słowa
Feministki określane jako TERF-y w większości sprzeciwiają się temu określeniu, uważając je za obraźliwe, a czasami same używają określenia "feministki krytyczne wobec stereotypów płciowych" (gender critical). Ich zdaniem słowo to nie jest używane w sposób neutralny i zwracają uwagę na przypadki, kiedy towarzyszą mu określenia powszechnie uważane za obraźliwe lub mizoginiczne, a także groźby oraz odniesienia do przemocy fizycznej i seksualnej wobec kobiet. Uważają, że istnieje konflikt interesów między prawami kobiet a prawami osób transpłciowych w obrębie m.in. sportu, więziennictwa, kryminologii, medycyny, dostępu do przestrzeni niekoedukacyjnych (np. toalet, przebieralni, saun, oddziałów szpitalnych) oraz prawa antydyskryminacyjnego. Na problem przemocy wobec kobiet w sporcie spowodowany uczestnictwem w kategoriach kobiecych kobiet transpłciowych zwracała uwagę Specjalna Sprawodawczyni ONZ ds. przemocy wobec kobiet i dziewcząt Reem Alsalem w raporcie przedstawionym 27 sierpnia 2024 r.
Niektóre feministki krytyczne wobec stereotypów płciowych argumentują, że nie można ich opisać jako osoby trans-wykluczające, ponieważ zakładają, że ich feminizm obejmuje transmężczyzn, których uważają za kobiety. Pisząc dla Socialist Worker, amerykańskie feministki Danelle Wylder i Corrie Westing stwierdziły, że ten pogląd jest „sprzeczny” oraz że reprezentuje „ideologię transmizoginistyczną”.